# Aeschnosoma elegans
Aeschnosoma elegans är en trollsländeart som beskrevs av Selys 1871. Aeschnosoma elegans ingår i släktet Aeschnosoma och familjen skimmertrollsländor. Inga underarter finns listade i Catalogue of Life.